# 日本ベントス学会
日本ベントス学会（にほんべんとすがっかい、Japanese Association of Benthology）は、ベントス（水域に生息する生物のうち水底で生活するもの）に関する研究と情報公開、研究者の交流を目的とした学会である。元は研究会だったが、1990年に学会に発展した。会員数は，名誉会員3名，一般会員387名，学生会員67名，団体会員10団体，賛助会員3団体。事務局は東京大学大気海洋研究所にある。
会誌の発行、大会やシンポジウムの開催などを、日本プランクトン学会と合同で実施している。また、日本ベントス学会奨励賞の制定も行っている。

## 出版物
会誌
- Plankton and Benthos Research

英文誌。日本プランクトン学会と合同出版。
- 日本ベントス学会誌

和文誌。